# Staroleśna Szczerbina
Staroleśna Szczerbina (słow. Starolesnianska štrbina,  niem. Kastenbergscharte, węg. Szekrényes-csorba) – wąska przełęcz w bocznej grani słowackich Tatr Wysokich. Stanowi najniższy punkt grani pomiędzy Staroleśnym Szczytem a Zadnią Warzęchową Turnią, bliższą z Warzęchowych Turni, należących już do Nowoleśnej Grani.
Od wschodniego wierzchołka Staroleśnego Szczytu, Tajbrowej Turni, wschodnia grań prowadzi przez następujące obiekty:
- Staroleśne Wrótka (Starolesnianska bránka),
- Staroleśna Kopa (Starolesnianska kopa),
- Wyżnia Staroleśna Szczerbina (Vyšná Starolesnianska štrbina),
- Staroleśna Igła (Ihla v Skriniciach),
- Staroleśna Szczerbina.

Wyżnia Staroleśna Szczerbina położona jest na wschód od Staroleśnej Igły, oddzielającej ją od Wyżniej Staroleśnej Szczerbiny. Najprostsza droga na przełęcz prowadzi z Doliny Staroleśnej przez północną ścianę Staroleśnego Szczytu. O wiele trudniejsze są drogi lewą grzędą wspomnianej ściany, wprost żlebem z Doliny Staroleśnej oraz z południowego wschodu, z Doliny Sławkowskiej. Zimą najwygodniejsze jest wejście wprost żlebem z Doliny Staroleśnej.
Pierwsze wejścia (przy przejściu granią):
- letnie: Heinrich Behn, Ernst Dubke i przewodnik Johann Franz senior, 5 sierpnia 1906 r.,
- zimowe: Władysław Krygowski, 13 marca 1928 r.

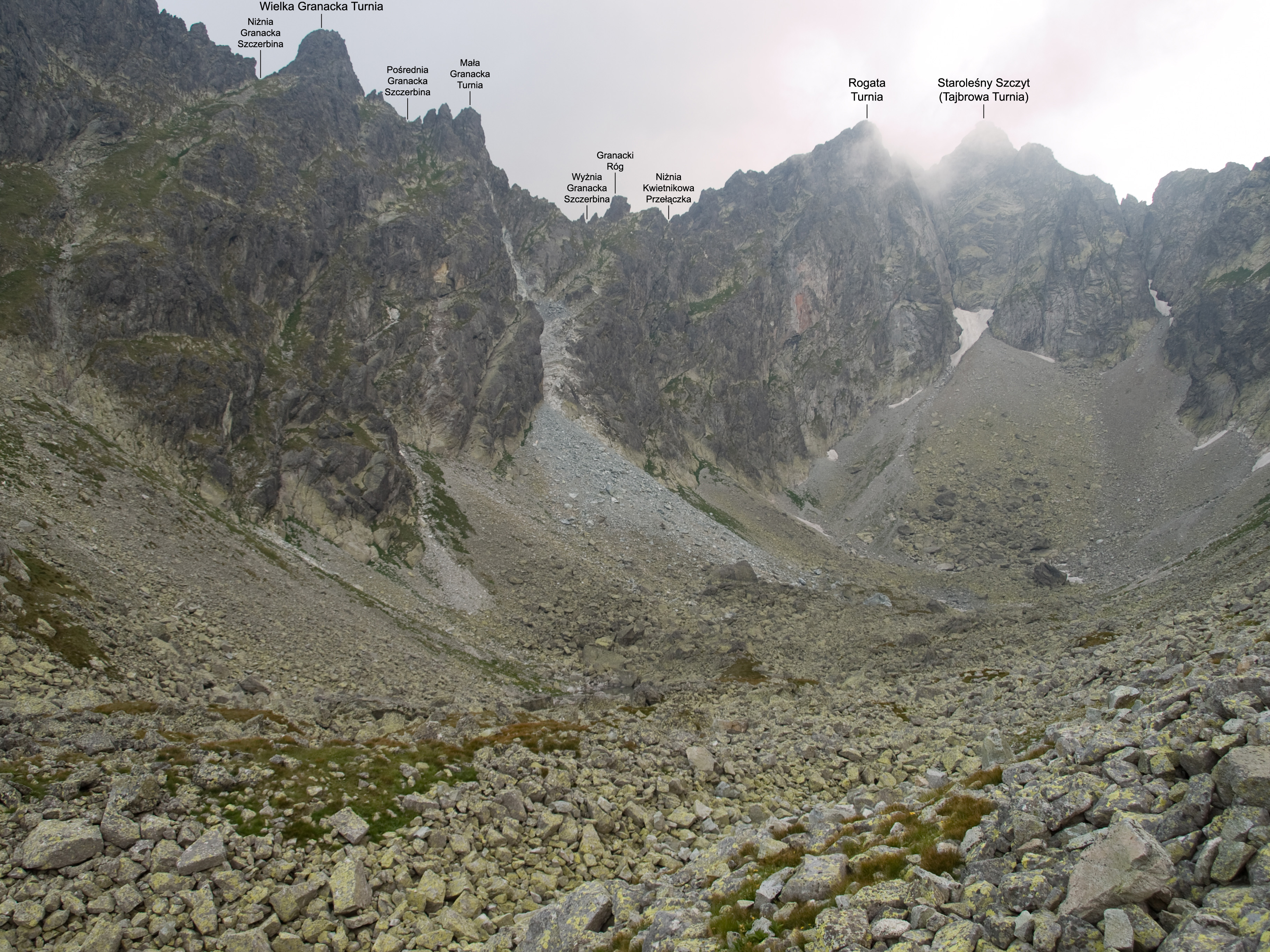
Staroleśna Szczerbina widoczna jako prawe z najgłębszych wcięć na prawo od Staroleśnego Szczytu (widok znad Granackiego Stawu)